# Gullinkambi
Gullinkambi (signifiant « crête d'or ») est, dans la mythologie nordique, un coq qui habite au Valhalla. Dans le poème Völuspá, de l’Edda poétique, Gullinkambi est l’un des trois coqs dont le chant est annoncé pour marquer le début des événements du Ragnarök. Les deux autres coqs sont Fjalar dans le bois Gálgviðr et un coq non nommé rouge de suie dans Hel :

Puis aux dieux crièrent Gullinkambi,
Il réveille les héros dans la salle de Óðinn;
Et sous la terre un autre corbeau,
L'oiseau couleur rouille aux barreaux de Hel.